# Forschungsreaktor TRIGA Heidelberg
Der Forschungsreaktor TRIGA Heidelberg war ein Kernreaktor, der von 1966 bis 1999 am Deutschen Krebsforschungszentrum in Heidelberg betrieben wurde. Der Forschungsreaktor wurde vor allem zur Herstellung von Radionukliden für die experimentelle Onkologie und die Tumordiagnostik und -therapie eingesetzt. Die Reaktoranlage ist heute vollständig abgebaut und wurde 2006 aus dem Geltungsbereich des Atomgesetzes entlassen.

## Geschichte
Die Planungen für einen Forschungsreaktor am Deutschen Krebsforschungszentrum begannen im Februar 1965. Letztendlich entschied man sich für einen Schwimmbadreaktor vom Typ TRIGA-Mark I der US-amerikanischen Firma General Atomics. Unter dem Namen TRIGA HD I wurde dieser Reaktor in einem temporären Gebäude des Instituts für Nuklearmedizin erbaut. Er erreichte seine erste Kritikalität am 26. August 1966. Der Forschungsreaktor wurde dort elf Jahre bis zum 31. März 1977 betrieben. Er wurde abgeschaltet und auf dem Hauptgelände des Deutschen Krebsforschungszentrums neu aufgebaut, wobei die Brennelemente des Vorgängerreaktors weiterverwendet wurden.
Dort wurde er unter dem Namen TRIGA HD II am 28. Februar 1978 wieder in Betrieb genommen. Die alte Reaktoranlage wurde stillgelegt und am 11. Dezember 1980 in den sicheren Einschluss überführt. Im Jahr 1996 fiel die Entscheidung, den Reaktor endgültig stillzulegen, da er aufgrund neuer Forschungsschwerpunkte nicht mehr benötigt wurde. Der Forschungsreaktor wurde schließlich am 30. November 1999 nach insgesamt 33-jähriger Betriebszeit endgültig abgeschaltet.
Die Brennelemente wurden daraufhin am 1. Juni 2001 zur Endlagerung in die USA abtransportiert. Im September 2004 wurde vom Wirtschaftsministerium Baden-Württemberg die Erlaubnis zum Abbau und zur endgültigen Stilllegung der beiden Reaktoranlagen erteilt. Mit dem Rückbau und der Stilllegung wurde die Gesellschaft für Nuklear-Service betraut. Der radioaktive Abfall wurde an die Landessammelstelle am Forschungszentrum Karlsruhe übergeben. Beide Anlagen wurden vollständig abgebaut und am 13. Dezember 2006 aus dem Geltungsbereich des deutschen Atomgesetzes entlassen.
Das Reaktorgebäude soll nun einer anderen Verwendung in der Krebsforschung zugeführt werden.

## Nutzung
Der Forschungsreaktor mit einer thermischen Leistung von 250 kW wurde hauptsächlich für die nuklear-medizinische Diagnostik in der Tumorforschung genutzt. Weiterhin wurde er zur Neutronenaktivierungsanalyse in der Spurenelementanalytik von biologischem Gewebe eingesetzt. Der Reaktor besaß einen relativ hohen Neutronenfluss von 1 × 1013 n/cm2s. Als Kernbrennstoff wurde zu knapp 20 Prozent angereichertes Uran verwendet. Aufgrund der geringen Leistung des Reaktors wurden jährlich pro Brennelement nur etwa 0,2 g von etwa 36 g Uran-235 verbraucht. Die 126 Brennstäbe waren von Anfang an im Einsatz und mussten zwischenzeitlich
nicht erneuert werden. Insgesamt wurden an dem Reaktor rund 14.000 Bestrahlungsexperimente mit etwa 40.000 bestrahlten Proben durchgeführt.